# Tillandsia 'Eric Knobloch'
Tillandsia 'Eric Knobloch' es un  cultivar híbrido del género Tillandsia perteneciente a la familia  Bromeliaceae.
Es un híbrido creado en el año 1969 con la especie Tillandsia brachycaulos × Tillandsia streptophylla.